# Culex secutor
Culex secutor är en tvåvingeart som beskrevs av Theobald 1901. Culex secutor ingår i släktet Culex och familjen stickmyggor. Inga underarter finns listade i Catalogue of Life.